# دولاه عمر
عبدالله محمد عمر (۲۶ مه ۱۹۳۴–۱۳ مارس ۲۰۰۴)، که بیشتر با نام دولاه عمر شناخته می‌شود، فعال ضد نظام آپارتاید، وکیل و وزیر کابینه در کشور آفریقای جنوبی از سال ۱۹۹۴ تا زمان مرگش بود.

## اوایل زندگی و تحصیلات
عمر در آبزروتوری، کیپ تاون، از والدین مهاجر اهل گجرات در غرب هند متولد شد و در دبیرستان ترافالگار در کیپ تاون تحصیل کرد. او عضو محترمی از جامعه مسلمانان بود. او در دانشگاه کیپ تاون تحصیل کرد و در سال ۱۹۵۷ با مدرک حقوق فارغ‌التحصیل شد.

## فعالیت‌های ضد آپارتاید
او حامی اعضای کنگره پان آفریقای آزانیا (PAC) و کنگره ملی آفریقا (ANC) بود و در اوایل دهه ۷۰ تا ۸۰ میلادی، پیش از پیوستن به جبهه متحد دموکراتیک و تبدیل شدن به یکی از اعضای برجسته آن، عضو جنبش اتحاد بود. او در تمام طول زندگی‌اش یک فعال حقوق بشر بود.
جنبش او عموماً با «دستور ممنوعیت» محدود می‌شد و او بارها بدون محاکمه بازداشت شد. او همچنین از توطئه‌های دولت آپارتاید برای ترورش جان سالم به در برد. در سال ۱۹۸۹، در آخرین ماه‌های حبس نلسون ماندلا، او سخنگوی او شد.

## وزیر دولت
در سال ۱۹۹۴، عمر در دولت نلسون ماندلا از حزب کنگره ملی آفریقا، وزیر دادگستری آفریقای جنوبی شد و اولین وزیر کابینه بود که در غیاب رئیس‌جمهور و معاون رئیس‌جمهور آفریقای جنوبی، به عنوان کفیل ریاست جمهوری منصوب شد. او نقش مهمی در تغییر سیستم قضایی آفریقای جنوبی ایفا کرد. یکی از اقدامات اصلی او، اعلام تشکیل کمیسیون حقیقت و آشتی در ژوئیه ۱۹۹۵ بود تا به جنایات ارتکابی در دوران آپارتاید رسیدگی کند و بستری برای قربانیان و خانواده‌هایشان فراهم کند تا با عاملان جنایت مقابله کنند، که در عوض به آنها در صورت افشاگری عفو عمومی داده می‌شد. این مدل الهام‌بخش سایر جوامع پس از جنگ در مکان‌هایی مانند سیرالئون و رواندا شد.
در سال ۱۹۹۹، پس از انتخاب تابو امبکی به عنوان رئیس‌جمهور، عمر به عنوان وزیر حمل و نقل منصوب شد؛ پستی که تا زمان مرگش بر اثر سرطان در اختیار داشت.
او که دارای اصالتی هندی بود، تمام عمر را در کیپ غربی ساکن بود، متأهل و دارای سه فرزند بود. در روز مرگش با احترامات رسمی و طبق آیین‌های مسلمانان به خاک سپرده شد.